# Садокат (район Рудаки)
Садокат (тадж. Садоқат; до 2008 года — Микоян) — село в районе Рудаки Республики Таджикистан. Входит в состав джамоата (сельской общины) Зайнабобод района Рудаки.
Находится на расстоянии 9 км от райцентра (пгт. Сомониён) и 2 км от центра общины (село Комсомол).
Население — 1374 чел. (2017).